# Giống thuần chủng

Một giống cừu thuần chủng của cừu bụng đen Barbados

Giống thuần chủng hay còn gọi là giống thuần là giống vật nuôi của một loài động vật hình thành được thông qua quá trình chọn giống. Trong chăn nuôi, giống thuần có nghĩa là mẫu vật của một loài động vật sẽ giống thật như kiểu khi giao phối đó là, các thế hệ con cháu của hai cá thể trong cùng giống sẽ hiển thị các đặc tính phù hợp, có thể nhân rộng và có thể dự đoán.

## Đặc điểm
Vì giống thuần chủng tạo ra một gen hạn chế, giống vật nuôi thuần chủng cũng rất nhạy cảm với một loạt các vấn đề sức khỏe bẩm sinh. Vấn đề này đặc biệt phổ biến trong giới nuôi chó, vấn đề như vậy cũng xảy ra trong phân đoạn nhất định của các ngành công nghiệp ngựa vì những lý do tương tự. Vấn đề là thêm phức tạp khi các nhà lai tạo thực hành giao phối cận huyết. Các tác dụng ngược lại cho rằng các gen bị hạn chế do thuần chủng được gọi là ưu thế lai, mà nói chung kết quả ở động vật khỏe mạnh.
Đôi khi từ thuần chủng được sử dụng đồng nghĩa với giống đăng ký, nhưng giống thuần đề cập đến các động vật có một tổ tiên được biết đến, và phả hệ đề cập đến các biên bản của chăn nuôi. Không phải tất cả các động vật thuần chủng có dòng dõi của mình bằng văn bản. Ví dụ, cho đến thế kỷ 20, những người Bedouin của bán đảo Ả Rập chỉ ghi lại những tổ tiên của con ngựa Ả Rập của họ thông qua một truyền thống truyền miệng, bởi các tuyên thệ của lời tuyên thệ tôn giáo để các Asil hay nhân giống "tinh khiết". Ngược lại, một số loài động vật có thể có một phả hệ ghi lại hoặc thậm chí đăng ký, nhưng không thể được coi là "thuần chủng", con ngựa Anglo-Ả Rập hiện đại là phép lai chéo của con Thoroughbred và ngựa máu Ả Rập, được coi là một trường hợp như vậy.

## Nhân giống
Nhân giống thuần chủng là cho giao phối giữa các cá thể đực và cái của cùng một giống để thu được đời con mang 100% máu của giống đó. Tạo nên tính đồng nhất về các đặc điểm ngoại hình và tính năng sản xuất của các cá thể trong cùng một giống. Sử dụng để hoàn thiện các giống bằng cách giữ gìn, củng cố và nâng cao ở đời sau có những giá trị vốn có của nó. Đối với giống thuần nguyên thủy, giống địa phương có năng suất thấp khi dùng nhân giống thuần chủng để nâng cao phẩm chất giống sẽ đòi hỏi nhiều thời gian.